# Autoplusia
Autoplusia é um gênero de traça pertencente à família Arctiidae.